# Léonard Nséké
Léonard Nséké, né le 17 juillet 1939 à Souza et décédé le 16 octobre 2017 à Douala, est un ancien joueur international et entraîneur de football camerounais.

## Biographie

### Enfance et débuts
Léonard Nséké est né à Souza, situé dans le département du Moungo au Cameroun, région du Littoral. Professeur d’EPS (Education physique et sportive), Léonard Nséké est diplômé des écoles française et allemande. Il est parmi les premiers camerounais à obtenir le diplôme d’entraîneur de football FIFA-CAF.

### Carrière
Léonard Nséké a consacré presque toute sa vie au sport et singulièrement au football. D’abord comme joueur au sein de l’Étoile de Mbanga, puis au Diamant de Yaoundé où il finira sa carrière active. Une carrière courte, mais riche, au cours de laquelle il fera les beaux jours du championnat d’élite du Cameroun. Parallèlement, il sera de la sélection nationale dès l’indépendance du pays en 1960 jusqu’à sa retraite comme joueur en 1967. Par ailleurs, sous son autorité de capitaine, le Cameroun remportera la prestigieuse Coupe des Tropiques en 1964 à Yaoundé face au Congo-Léopoldville, actuelle RD Congo.
En même temps, le devoir l’interpelle et il aligne alors les formations à l’Institut National de la Jeunesse et des Sports de Yaoundé et à l’Institut National des Sports de Paris. Ici, il côtoie les techniciens français Joseph Mercier et Jacky Braun. Ce dernier, premier cadre technique français du football à la création de la DTN de la Fédération française en 1960, voit en lui un talent de meneur et le recommande tel quel aux responsables camerounais. Alors sélectionneur du Cameroun, le Corse Dominique Colonna lui confirme le brassard de capitaine, qu’il restera jusqu’en 1967.
Le fort désir de transmettre son savoir se faisant pressant, Léonard Nséké intègre la fonction publique et exerce comme entraîneur régional à Dschang pour l’Ouest (1968-1969) puis à Garoua pour le Nord (1969-1973). L’excellence de son travail le mène à la Direction Technique Nationale au sein de laquelle il est adjoint de l’Allemand Peter Schnittger, alors sélectionneur national. De cette collaboration naîtra la montée d’une génération de jeunes loups qui feront longtemps briller l’étoile du Cameroun. Le plus célèbre de ces artistes du ballon rond reste Albert Roger Milla, attaquant incisif du Léopard de Douala qui aura sa première chance contre le Zaïre en 1973 et ne quittera plus la formation des Lions Indomptables.
Après Peter Schnittger, Léonard Nséké sera l’adjoint du Yougoslave Vladimir Béara aujourd’hui décédé, en compagnie de son ami et collègue Jean Atangana Ottou, également de regrettée mémoire. Au départ du Yougoslave, il mène quelques campagnes victorieuses, dont celle de la première Coupe d’Afrique des vainqueurs de Coupe remportée par le Tonnerre Kalara de Yaoundé en 1975.
Résolu à rehausser le niveau de ses cadres supérieurs à l’étroit, le gouvernement camerounais lui offre une nouvelle période de formation d’appoint, cette fois en Allemagne. À son retour, il prend les rênes des Lions Indomptables pour les Jeux africains d’Alger avant de se voir appeler à d’autres fonctions, devant son refus de redevenir adjoint d’une colonie de techniciens yougoslaves venus en coopération au Cameroun. Auteur de la ‘’Méthode Nséké’’, une stratégie personnelle de développement physique et de techniques footballistiques, il estimait avoir la légitimité de la mettre en pratique sans filtre.
Il s’ensuit alors une longue traversée du désert qu’il met à profit pour former des jeunes ou encore diriger des formations du championnat national de première division. En 1992-1993, la situation bancale des Lions indomptables le ramène aux affaires et il qualifie le Cameroun pour la Coupe du Monde 1994 des USA. Las, on lui retire l’équipe après une tournée effectuée aux États-Unis à quelques mois de la compétition. On connaît la suite.
Après cet épisode douloureux, il retrouvera la barre de plusieurs équipes avec lesquelles il connaîtra des fortunes diverses. Relancé dans la course à la formation de la jeunesse, les Brasseries du Cameroun lui confient en 2001 ce qui sera son dernier mandat, la Direction technique de leur célèbre École de football. Il l’exercera pendant quelques années avant d’abandonner, miné par la maladie.